# Jupiter (film, 1971)
Pour plus de détails, voir Fiche technique et Distribution.
Jupiter est un film français réalisé par Jean-Pierre Prévost, sorti en 1971.

## Synopsis
Un parcours de jeunes hippies qui, à bord d'un vieux camion de l'armée, effectuent une longue virée en Touraine à la recherche d'un nouveau mode de vie basé sur la liberté profonde de chacun et chacune.

## Fiche technique
- Titre : Jupiter
- Réalisation : Jean-Pierre Prévost
- Collaboration technique : Serge Roullet
- Scénario et dialogues : Mireille Bouillé et Jean-Pierre Prévost
- Photographie : Jean Monsigny
- Son : Roger Letellier
- Montage : Brigitte Dornès et Jackie Raynal
- Société de production : Les Films Niepce
- Tournage : du 8 juin au 4 juillet 1970
- Pays d'origine :  France
- Durée : 100 minutes
- Date de sortie : France, 5 mars 1971

## Distribution
- Martial Raysse : Jupiter
- Monique Giraudy : Odalisque
- Jean-Pierre Kalfon
- Pierre Clémenti
- Jackie Raynal
- Georgette Anys
- Daniel Pommereulle
- Lucien Raimbourg
- Jeanne Hardeyn